# Platygyrium ussuriense
Platygyrium ussuriense là một loài Rêu trong họ Hypnaceae. Loài này được Dixon & Lazarenko mô tả khoa học đầu tiên năm 1945.